# Manoscritto di Castelmonte

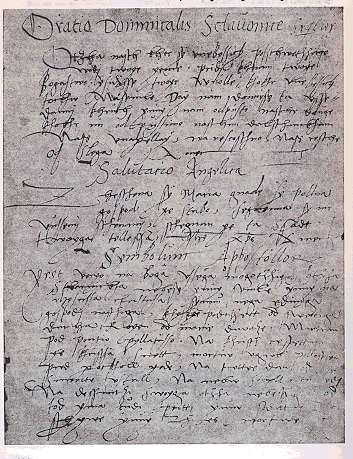
Il Manoscritto di Castelmonte

Il Manoscritto di Castelmonte (Starogorski rokopis in sloveno) è uno dei più antichi documenti, fino a noi pervenuti, scritto in lingua slovena.

## Epoca
Il manoscritto fu redatto presso il santuario della Beata Vergine di Castelmonte, situato nelle vicinanze di Cividale del Friuli, tra il 1492 ed il 1498 da Lorenzo da Mernico (Laurentius vicario di Mirnik).
Il periodo corrisponde a quello in cui l'idioma sloveno, fino ad allora prettamente orale, cominciava a sviluppare le regole per dotarsi anche di una forma grafica.

## Contenuto
Il manoscritto, composto da due fogli, contiene le principali preghiere del Cristianesimo e precisamente il Padre Nostro, l'Ave Maria ed il Credo. 
Nel testo sono presenti caratteristiche peculiari delle parlate della Carniola, del Carso interno e della Slavia Veneta. Insieme al manoscritto di Cergneu, custodito presso il Museo archeologico nazionale di Cividale del Friuli, testimonia il contributo dato dall'idioma parlato nella Slavia friulana alla formazione della lingua slovena letteraria.
Il documento, che faceva parte integrante del libro della Confraternita di Santa Maria del Monte, venne ritrovato solo verso gli anni 60 del XX secolo e fu pubblicato, a cura di Angelo Cracina, nel 1974. Il manoscritto era inizialmente conservato presso l'Archivio arcivescovile di Udine; attualmente risulterebbe custodito presso l'Archivio Capitolare della parrocchia di Santa Maria Assunta di Cividale del Friuli.

## Preghiere

### Il Padre Nostro
I.
Oratio dominicalis sclauonice
Otzha naſch kher ſy vnebeſſich poſſchwetſcheno
wody twoye yeme, pridi khnam twoye
Bogaſtwo, yſidiſſe twoye wuolle, khokher vnebeſſich
tochu Naſemle. Day nam donneſs ta vſſe-
dannj khruch ynuy nam odpuſti naſche douge
khokhr mi odpuſtimo naſchim dolſchnickham.
Naſs vnapellay, na reſreſchno, Naſs reſche
od ſlega. Amen.

### L'Ave Maria
II.
Salutatio Angelica
Zheſchena ſy Maria gnade ſy pollna
goſpod ye ſtabo, ſegnana ſy me
vuſſemj ſchenamy, ſchegnan ye ta ſſadt,
twoyga telleſſa. Yhs Hps Amen.

### Il Credo
III.
Symbolum Appoſtollor(um)
Yest veryo na boga vſſega mogotzhiga, otzha
ſtvarnickha nebeſs ynuy ſemle ynuy na
Jheſuſſa chriſtuſſa ſynnu nega ediniga
goſpodj naſchiga, kheter ye podtzhett od ſwetiga
ducha Royen od Marie diwitze, Martran
pod pontio pyllatuſſo. Na khriſch reſpett,
ys khriſcha ſnett, mortiw vgrob polloſchen,
pred pekhell yede, Na trettye dan od
ſmertte vſtall, Na nebw ſtoppl, tu ſydj
Na deſſnitzi ſwoyga otzha nebeſkhiga od
tod yma tudi pritti ynuy ſodittj zhes
ſchywe ynuy zhes me(o)rtwe
Yest veryo na sſwettiga ducha, sſwetto kherſchan-
ſckho Zerckho, gmayno vſſech ſwettikhow
odpuſchane grechow, ſtayenna tega ſchewotta
ynuy ta vi(e)tzhe leben. Amen  